# Boscos mediterranis del nord-est d'Espanya i sud de França
Els boscos mediterranis del nord-est d'Espanya i sud de França són una ecoregió de l'ecozona paleàrtica, definida per WWF (codi d'ecoregió: PA1215), que s'estén, com el nom n'indica, en forma de faixa paral·lela a la costa mediterrània, des de les comarques diàniques i les illes fins als Alps Marítims.
La regió biogeogràfica n'és part de l'ecoregió global 123 Boscs d'arbres i matolls mediterranis, inclosa a la llista Global 200.

## Territori
Aquesta ecoregió recorre territoris dels Països Catalans, Occitània i una petita part de Ligúria (Parc natural regional dels Alps Ligúrics). Des del punt de vista geològic, l'ecoregió és dominada per roca sedimentària mesozoica i quaternària (calcària, gres, marga i roca detrítica. Antics substrats cristal·lins de granit, esquists i quarsita caracteritzen alguna de les illes Balears (Menorca) i indrets del Principat de Catalunya (Cap de Creus). La franja litoral es caracteritza per una successió de penya-segats, dunes i llacunes salobres amb una rica biodiversitat (Dunes de Guardamar, penya-segats de La Marina i Costa Brava, Albufera de l'Horta, Delta de l'Ebre). Pel que fa al clima, l'ecoregió té estius molt calorosos i secs i hiverns relativament suaus i humits o subhumits. Les temperatures mitjanes anuals se situen al voltant dels 10-17 °C, mentre que les temperatures mínimes mitjanes dels mesos més freds són de l'ordre de 5-10 °C. Les precipitacions anuals varien entre els 350 i els 800mm i es caracteritzen per pluges torrencials de tardor.

## Flora
Els boscos de l'ecoregió consisteixen principalment en associacions mixtes d'arbres de fulla perenne i caducifolis i de coníferes. Boscos de fulla perenne mixta (Quercus ilex ,   Q. Suber ) i caducifolis ( Q. Pubescens  al sud d'Occitània, Q. Faginea a Ibèria continental) estan presents una mica a tota la part continental de l'ecoregió. Una espècie de roure caducifoli originari del nord d'Àfrica (Quercus canariensis ) és present en alguns llocs de les muntanyes costaneres del nord de Catalunya. A les Illes Balears creixen principalment boscos d'alzina (Q. ilex), especialment a Mallorca.
Fustes i matolls d'oliveres silvestres (Olea europaea ) i garrofers (Ceratonia siliqua ) estan presents principalment al sector meridional de l'ecoregió (zona del País Valencià i Illes Balears). Els boscos mixts de roures i pins pinyers (Pinus pinea ) apareixen sovint als vessants coberts de roques silícies de les cadenes costaneres, mentre que els pins domèstics i una densa vegetació mediterrània (Juniperus phoenicea ,  Pistacia lentiscus ,  Myrtus communis ,  Chamaerops humilis ) caracteritzen les dunes costaneres. El pi marítim (Pinus pinaster ) predomina en els substrats de gres d'algunes cadenes costaneres, mentre que els boscos mixtos de pi blanc (Pinus halepensis) i coscoll (Quercus coccifera ) caracteritzen els vessants de muntanya constituïts per roques calcàries i margoses.

Els jaços fluvials que s'omplen estacionalment d'aigua (barrancs, rieres i rambles) es caracteritzen per espècies d'arbres i arbustos ( Tamarix  spp.,  Salix spp., Nerium oleander, Vitex agnus-castus, Populus alba, P. nigra , Fraxinus angustifolia) ben adaptats a les inundacions periòdiques. En els estanys salobres, es desenvolupa una vegetació halòfila de Salicornia europaea i de Sarcocornia fruticosa, mentre que en aiguamolls menys salats i més ben drenats, creixen prats d'Agropyron spp.,  Puccinellia  spp. i  Juncus maritimus[1][1][1][1][1][1][1][1].

Dues zones sota pressió urbanística. Factor de risc per a gran part de l'ecorregió.
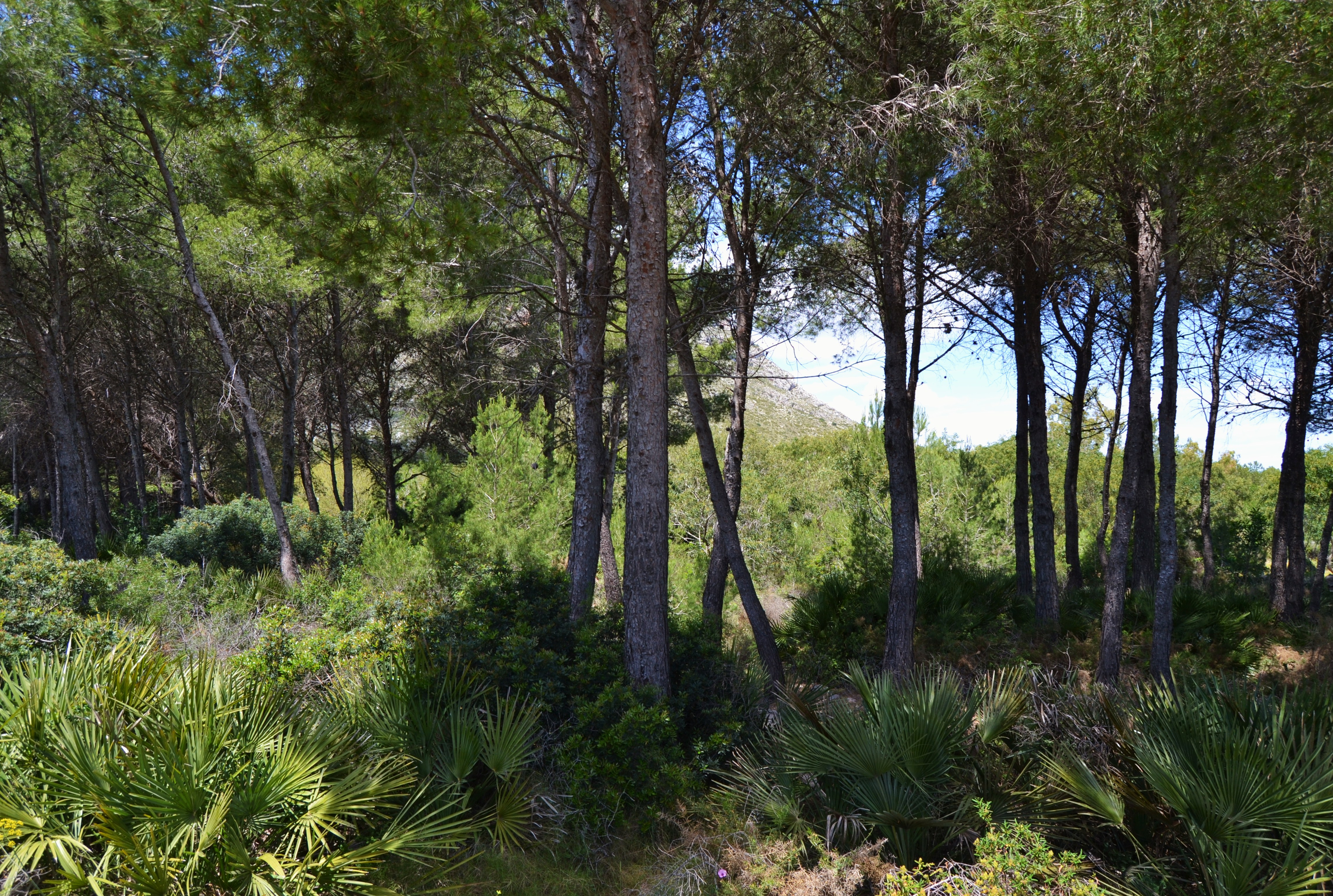
Pins i margallons. Les Planes. Xàbia.
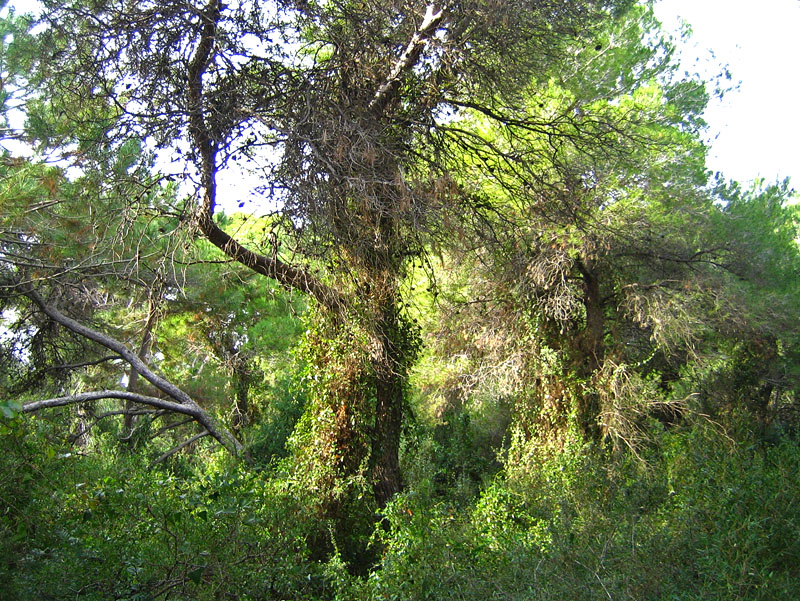
Pinada del Saler.

## Fauna
Els grans mamífers no són especialment nombrosos en aquesta ecoregió. Entre ells cal destacar el turó comú (Mustela putorius) i la llúdria comuna (Lutra lutra), que torna a tornar a recuperar llur població després d'un període de decadència.
Les espècies de rapinyaires rares, com el voltor monjo (Aegypius monachus ) a Mallorca i el voltor comú (Gyps fulvus) estan presents localment amb grans poblacions. L`àliga peixatera (Pandion haliaetus ) i el falcó de la reina (Falco eleonorae ) es troben aquí en període de cria. A l'ecoregió hi ha nombroses zones que tenen un paper de gran importància per a la nidificació, aturada i hivernatge d'ocells. Al delta de l'Ebre nidifiquen al voltant de 30.000 parells d'aus aquàtiques cada any i també s'han comptat amb 180.000 ocells durant l'hivern. Entre les espècies que es reprodueixen aquí hi ha l'agró roig (Ardea purpurea ), garseta blanca (Egretta garzetta ), l'esplugabous ( Bubulcus ibis), l'oroval (Ardeola ralloides ), martinet comú de nit (Nycticorax nycticorax ), el Martinet menut comú (Ixobrychus minutus), el bitó ( Botaurus stellaris ), el Xibec cap-roig ( Netta rufina ), la camallonga (Himantopus himantopus), la perdiu de mar ( Glareola pratincola ), la gavina corsa (Ichthyaetus audouinii ; aquí es presenta amb la colònia més gran del món, fins a 7.000 parelles el 1992), el Fumarell carablanc (Chlidonias hybrida), el curroc ( Gelochelidon nilotica ), xatrac menut comú ( Sternula albifrons ), el xatrac comú ( Sterna hirundo), el xatrac becllarg ( Thalasseus sandvicensis ). A l'estiu es reuneixen fins a 4.000 exemplars de flamenc no reproductors ( Phoenicopterus roseus ). Milers de martinets blancs ( Egretta garzetta ) i esplugabous ( Bubulcus ibis), així com diverses espècies d'ànecs, com el collverd (Anas platyrhynchos 42.800 exemplars el 1989); l'ànec griset ( A. Strepera ; 4119 exemplars el 1985), el cullerot ( A. Clypeata ; 14.200 exemplars el 1991) i el xibec cap-roig (Netta rufina ; 6100 exemplars el 1991), i fins a 32.000 limícoles, com el bec d'alena comú (Recurvirostra avosetta) i el tètol cuanegre (Limosa limosa).
A la Camarga (delta del Roine) nien vuit espècies de garses, el curroc, el gaig blau ( Coracias garrulus ), l'abellerol ( Merops apiaster ), el capó reial ( Plegadis falcinellus ), el flamenc (Phoenicopterus roseus ; la colònia més gran de tota la zona mediterrània), la carregada (Glareola pratincola ) i diverses gavines. A la tardor es representen tots els limícoles de l'ecoregió. A l'hivern hi ha poblacions extremadament nombroses de 13 espècies d'ànecs diferents. Durant aquesta temporada, el cigne petit (Cygnus columbianus ),el pigarg cuablanc (Haliaeetus albicilla), el pelegrí (Falco peregrinus) i l'agró blanc (Ardea alba). En total, diversos milions d'exemplars, que pertanyen a 356 espècies d'aus, utilitzen la Camarga.
Entre els peixos presents al delta de l'Ebre esmentem l'endèmic fartet (Aphanius iberus) i l'espinós (Gasterosteus aculeatus). El delta també acull nombrosos mol·luscs (tant d'aigua marina com d'aigua dolça), mentre que una petita gamba endèmica viu als canals d'aigua salobres, Palaemonetes zariquieyi. En especial, els representants de l'herpetofauna són alguns amfibis, la granota pintada ( Discoglossus pictus ), la reineta meridional ( Hyla meridionalis ) i el tritó palmat (Lissotriton helveticus ) i un rèptil, la tortuga ibèrica (Mauremys leprosa). Els rèptils més representats són la sargantana verda occidental ( Lacerta bilineata ), el lludrió llistat ( Chalcides striatus ), la sargantana corredora (Psammodromus edwarsianus), la serp del collaret (Natrix natrix ) i la colobra escurçonera (N. maura ).

## Conservació
A més de la urbanització del sòl, molt intensa a la vora del Mediterrani nord, la major part de l'ecoregió s'ha transformat intensament en terres agrícoles: terrasses en zones muntanyoses i pastures, extenses vinyes, horts d'ametllers, oliveres, horts i altres conreus de regadiu. La urbanització costanera amb finalitats turístiques destrueix els darrers boscos costaners restants, a més de provocar una situació alarmant sobre la sobreexplotació i la contaminació de l'aigua.

## Zones amb protecció legal de l'ecosistema
En l'ecoregió catalano-occitana hi ha una sèrie d'àrees que gaudeixen de cert nivell de protecció. A la llista següent s'ordenen de sud a nord i d'oest a est.
Parc Natural de la Serra Gelada
Parc Natural del Penyal d'Ifac
Parc Natural del Carrascar de la Font Roja
Parc Natural de la Serra de Mariola
Parc Natural del Montgó
Parc Natural de la Marjal de Pego-Oliva
Parc Natural de l'Albufera de València
Parc Natural de la Serra Calderona
Parc Natural de la Serra d'Espadà
Parc Natural del Desert de les Palmes
Parc Natural del Penyagolosa
Parc Natural del Prat de Cabanes-Torreblanca
Parc Natural de la Serra d'Irta
Parc Natural de la Tinença de Benifassà
Parc Natural dels Ports
Parc Natural del Delta de l'Ebre
Parc Natural de la Muntanya de Montserrat
Parc Natural del Garraf
ZEPA del Delta del Llobregat (Xarxa Natura 2000)
Parc de la Collserola
Parc Natural de la Serra Litoral i el Corredor
Parc Natural del Montseny